# Semiothisa approximaria
Semiothisa approximaria là một loài bướm đêm trong họ Geometridae.